# See (Tyrolsko)
See je obec v Rakousku ve spolkové zemi Tyrolsko v okrese Landeck. Je první vesnicí na začátku údolí Paznaun.
Žije zde přibližně 1 300 obyvatel. Poprvé je vesnice připomínána k roku 1406. Většina obyvatel See se v současné době živí především z turistického ruchu.